# Мосиевич, Борис Михайлович
Борис Михайлович Мосиевич (21 мая 1921, Коростень — 28 марта 1981, Калининград, Московская область) — советский тренер и спортивный деятель. Судья всесоюзной категории (1956), Заслуженный тренер РСФСР (1961).

## Биография
Родился 21 мая 1921 года в Коростене Украинской ССР.
Участвовал в Великой Отечественной войне, был моряком эскадренного миноносца «Безупречный» Черноморского флота, служил в 7-й бригаде морской пехоты был награждён медалью «За оборону Одессы» (24.07.1943), а позднее после войны медаль «За отвагу» (15.02.1968).
После демобилизации Мосиевич приехал в Башкирскую ССР, жил в Уфе. С 1947 года работал старшим инспектором учебно-спортивного отдела Комитета по делам физической культуры и спорта БАССР. С 1952 года — тренер Башкирского областного совета ДСО «Спартак», в 1963—1964 годах — тренер ДСО «Локомотив» (все — Уфа). Одновременно с 1947 года являлся тренером Школы высшего спортивного мастерства Башкирской АССР. С 1965 года Борис Мосиевич был председателем Федерации тяжелой атлетики Башкирской АССР.
За годы своей тренерской деятельности воспитал ряд известных спортсменов — В. Чикишев, М. Шабаев, В. Агибалов, Г. Аферин, В. Вагин, Е. Гирко, Р. Ханов. Некоторые из них были рекордсменами мира.
Умер 28 марта 1981 года в Калининграде Московской области (ныне город Королёв). Похоронен в Уфе на Южном кладбище.